# Zaat (film)
Zaat (ook bekend als The Blood Waters of Dr. Z of Hydra) is een Amerikaanse horrorfilm uit 1975. De film werd geregisseerd, geproduceerd en deels geschreven door Don Barton.

## Verhaal
De film begint met de gestoorde professor Dr. Kurt Leopold. Hij heeft de afgelopen 25 jaar alleen in zijn laboratorium gewoond. Zijn nieuwste uitvinding is een formule genaamd ZaAt, waarmee een mens in een mens/meerval hybride kan worden veranderd. Hij gebruikt de formule op zichzelf, en besluit zijn nieuwe gedaante te gebruiken om wraak te nemen op de collega’s die hem in het verleden hebben bespot.
Hij begint zijn wraakactie door vele kleine meervallen los te laten in de meren en rivieren. Vervolgens begint hij zijn slachtoffers uit te zoeken en te vermoorden. Hij doet dit middels een zodiakwiel, waarop hij de foto’s van zijn slachtoffers heeft geplakt. Zijn eerste slachtoffer is Maxson.
Tijdens zijn wraakactie komt Leopold een vrouw tegen in wie hij een perfecte partner ziet. Hij ontvoert haar en probeert haar ook in een meervalmens te veranderen. Ze overleeft de transformatie echter niet, en Leopold moet op zoek naar een nieuwe partner. Ditmaal zet hij zijn zinnen op Martha Walsh, een vrouwelijke wetenschapper die de vreemde zaken in het stadje is komen onderzoeken.
Leopolds poging Martha te ontvoeren mislukt door tussenkomst van haar vriend, die Leopold neerschiet. De gewonde Leopold verdwijnt, maar is nog niet dood.

## Rolverdeling
| Acteur          | Personage                  |
| --------------- | -------------------------- |
| Marshall Grauer | Dr. Kurt Leopold           |
| Wade Popwell    | The Monster                |
| Paul Galloway   | Sheriff Lou Krantz         |
| Gerald Cruse    | Marine Biologist Rex       |
| Sanna Ringhaver | INPIT Agent Martha Walsh   |
| Dave Dickerson  | INPIT Agent Walker Stevens |
| Archie Valliere | Deputy Sheriff             |
| Nancy Lien      | Girl Camper                |

## Achtergrond
De film geldt tegenwoordig als een cultfilm. Deze status werd nog eens extra versterkt toen de film werd bespot in de serie Mystery Science Theater 3000.
Zaat staat op de Internet Movie Database in de top 100 van slechtste films.